# George Edward Backus
George Edward Backus est un géophysicien américain, né le 24 mai 1930 à Chicago, connu surtout pour son travail avec James Freeman Gilbert sur les méthodes inverses pour les données géophysiques. On lui attribue également l'avancement de la théorie de la dynamo concernant l'origine du champ magnétique terrestre.

## Biographie
George Backus a fait des études de premier et de deuxième cycle à l'université de Chicago. Il obtient une maîtrise en mathématiques en 1950 et un Ph. D. en physique en 1956. En 1957 et 1958, Backus travaille comme physicien au sein du projet Matterhorn du Laboratoire de physique des plasmas de Princeton à l'université de Princeton, puis au Massachusetts Institute of Technology pendant deux ans en tant que professeur assistant de mathématiques. En 1960, il rejoint l'Institut d'océanographie Scripps associé à l'Université de Californie à San Diego et où il passe le reste de sa carrière. Backus a été professeur de géophysique jusqu'en 1994, puis professeur de recherche en géophysique.

## Prix et distinctions
- 1986 : médaille d'or de la Royal Astronomical Society[4]
- 1986 : médaille John Adam Fleming de l'Union américaine de géophysique[5].
- 1967 : membre élu de l'Union américaine de géophysique[6]
- 1963 et 1970 : membre fellow de la Fondation John-Simon-Guggenheim[7],[8].
- 1968 : Membre élu de l'Académie nationale des sciences[9]
- Membre élu de l'Académie américaine des arts et des sciences[10]
- 1989 : Associé étranger de la section des sciences de l'univers de l'Académie des sciences (France)[11].